# STS-95
STS-95は、1998年10月にスペースシャトルディスカバリーによって行われた8日間に渡る有人宇宙飛行である。ディスカバリーの25回目の飛行で、1981年4月にスペースシャトルのプログラムが始まって以来、92回目の飛行であった。また1959年のマーキュリー計画時代の宇宙飛行士で、アメリカ合衆国上院議員のジョン・ハーシェル・グレンが復帰し、2度目の宇宙飛行を行ったことで話題となった。グレンは最年長の宇宙飛行者となった。また、アメリカ合衆国でATSC高精細度テレビジョン放送が始まったことでも知られる。さらに、ペドロ・デュケがスペイン人で初めての宇宙飛行者となった。

## 任務
このミッションは、グレンが行うSpacehabを用いた物科学の研究や太陽の地球の生命への影響を調べることだった。Spartan 201が放出され、シャトルの周りを漂ってコロナから発せられる太陽風の加速を研究した。

## 乗組員
- カーティス・ブラウン (1) - コマンダー
- スティーヴン・W・リンジー (2) - パイロット
- スティーブン・ロビンソン（英語版） (2) - ペイロードコマンダー
- スコット・パラジンスキー（英語版） (3) - ミッションスペシャリスト
- ペドロ・デュケ (1) - ミッションスペシャリスト（欧州宇宙機関）
- 向井千秋 (2) - ペイロードスペシャリスト（宇宙航空研究開発機構）
- ジョン・ハーシェル・グレン (2) - ペイロードスペシャリスト